# Germain Droogenbroodt
Germain Droogenbroodt (* 11. September 1944 in Rollegem) ist ein belgischer Dichter, Übersetzer und Verleger.

## Leben und Werk
Droogenbroodt wirkte als Journalist und Literaturkritiker. Als Übersetzer wurde er durch Übersetzungen der Gedichte Rose Ausländers, Sarah Kirschs und Peter Huchels bekannt. Er gründete den eigenen Verlag POINT (POesie INTernational), in dem er Stand 2023 über 90 Bände internationaler Lyrik publizierte.
Droogenbroodt publizierte auch Reisereportagen, Kurzgeschichten und Rezensionen, bevor er sich auf die moderne Lyrik konzentrierte. Er verfasste über zehn eigene Lyrikbände, die in über 20 Sprachen übersetzt und in etwa 24 Ländern veröffentlicht wurden. Mehrfach besuchte er China und förderte den Austausch zwischen chinesischer und westlicher Poesie. Mit den chinesischen Lyrikern Bei Dao und Duo Duo  gründete er die Lyrikbewegung „Neosensationismus“.
Droogenbroodt ist Organisator des internationalen Lyrikfestivals „La Costa Poetica“ in Spanien.
Er war Generalsekretär des Literatur-Weltkongresses in Valencia, ist Generalsekretär der World Academy of Arts & Culture (WAAC) und Vorstandsmitglied (Member of the Board) des 1969 von Amado M. Yuzon, Krishna Srinivas, Lou Lutour und Tin-wen Chung gegründeten World Congress of Poetry.
Droogenbroodt lebt seit 1987 in Altea in der spanischen Provinz Alicante.

## Rezeption
Das Jahrbuch The Low Countries: Art and Society in Flanders and the Netherlands weist auf den Dichter hin. Der chinesische Dichter Bei Dao  北岛 widmete ihm ein Kapitel in seinem Buch Midnight’s Gate (Wu ye shi men) und bezeichnet Droogenbroodt darin als „Hedonisten“, der sich „verliebte in die schmerzhafteste von allen Sachen: in die Poesie.“
Der indische Dichter und Künstler Satish Gupta nannte Droogenbroodt in seinem Buch I Am The Dewdrop, I Am The Ocean nicht nur den „Gründer von Point Editions“, sondern bezeichnete ihn gleichzeitig als „mediterranen Dichter und Linguisten“.
Auch in dem von Marek Zybura herausgegebenen Buch Mit dem Wort am Leben hängen: Reiner Kunze zum 65. Geburtstag findet Droogenbroodt als Dichter und Übersetzer Erwähnung.

## Ehrungen und Preise
- 1995: Hawthornden Fellowship in Schottland
- Buckinx Preis für das Buch Conversation with the Hereafter
- Laureat beim 29. Premio de Poesia Juan Alcaide in Spanien.
- Pegasuspreis der mongolischen Akademie für Kultur und Poesie[11]
- Ehrendoktorwürde in Kairo

## Publikationen (Auswahl)
- Tastbare Abwesenheit. Übersetzt von Zdenka Becker. Brücke International, St. Pölten 2001.
- La Voie - Le Tao. Suivi de „Dans le courant du temps“. (Méditations aux Himalaya). Ed. L'harmattan, 2020. ISBN 2-34316231-X.

## Übersetzungen (Auswahl)
Droogenbroodts Gedichtband Counterlight (Gegenlicht) erschien auf Chinesisch in Taipeh im Jahr 2007. Droogenbroodts Gedichtband The Road – eine Anspielung auf das Konzept das „Tao“ – wurde ins Chinesische übersetzt, das Buch The Road liegt in Übersetzungen auf Englisch und Hindi vor.
Auch Emilio Coco schuf als Herausgeber unter dem Titel Sorge il cantore: amanece el cantor einen Band mit Gedichten von Droogenbroodt. Dieser Band erschien im Jahr 2001 in Bari im Verlag Levante in der Schriftenreihe Quaderni della valle. Die Texte des Bandes sind teilweise auf Italienisch, zum Teil auf Spanisch und auf Niederländisch abgedruckt.
Eine irische Ausgabe von Gedichten ist besonders erwähnenswert. Es ist das Buch Sruth an Ama. Der Untertitel lautet: Irish-language versions by Gabriel Rosenstock of selected poems by Germain Droogenbroodt (erschienen 2011 in Dublin).